# 16857 Goodall
16857 Goodall (1997 YZ8) là một tiểu hành tinh vành đai chính.